# MIRACL (software)
MIRACL es un software de  aritmética de precisión arbitraria desarrollado by Shamus Software. Utilizado frecuentemente en programas  criptográficos y para solucionar problemas basados en teoría de números. El código fuente de esta biblioteca está disponible públicamente y puede ser utilizado para propósitos educativos y no comerciales sin costo alguno.
En febrero de 2012, CertiVox adquirió Shamus Software, el creador de MIRACL.

## Características
La biblioteca MIRACL implementa algoritmos para aritmética de precisión arbitraria y criptografía tales como:
- Algoritmos para  criptografía de curvas elípticas.
- Algoritmos tradicionales de cifrado:  AES,  SHA-1, SHA-256,...
- Algoritmos para RSA.
- Implementaciones experimentales de  criptografía basada en identidades.